# Luna 17
Luna 17 (em russo:  Луна, que significa lua), ou Luna E-8 No.2, identificada pela NASA como 1970-095A, foi a primeira missão bem sucedida usando a plataforma E-8, para o Programa Luna (um projeto soviético), tinha como objetivo, efetuar pousos suaves na Lua e liberar um veículo do tipo rover para se deslocar e efetuar pesquisas em solo lunar.

## A espaçonave
A espaçonave consistia de dois estágios interligados: um estágio de descida e um estágio de suporte do rover montado sobre o primeiro:
- O estágio de descida era um cilindro montado sobre um conjunto de tanques esféricos com quatro "pernas", um motor principal e jatos auxiliares para atuar durante a descida diminuindo a velocidade;
- O estágio de suporte ao rover, possuía um sistema de rampas desdobráveis que se estendiam depois do pouso permitindo que o rover descesse para a superfície lunar. O rover Lunokhod 1 era um veículo de formato semelhante ao de uma banheira, com uma espécie de "tampa" convexa sobre um conjunto de oito rodas independentes.

O Lunokhod era equipado com uma antena em forma de cone, uma antena em formato helicoidal altamente direcional, quatro câmeras de televisão e um penetrômetro para avaliar a densidade, compactação e propriedades mecânicas do solo lunar. Um espectroscópio de de raios-X, um telescópio de raios-x, detectores de raios cósmicos e um dispositivo a laser também estavam incluídos. O veículo era alimentado por células solares montadas na parte interna da "tampa".

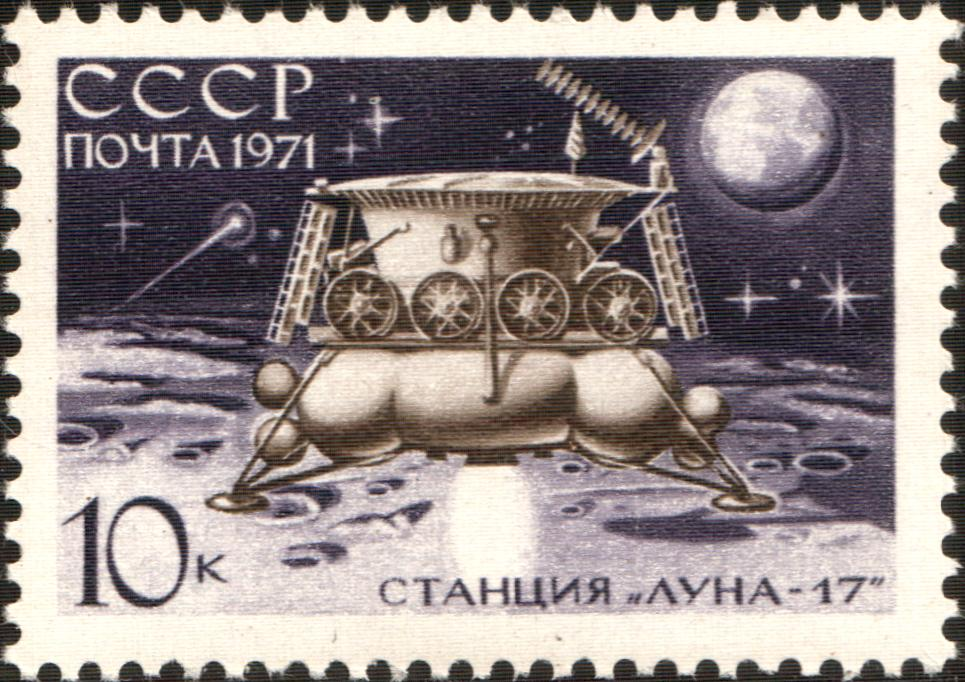
"Luna-17" em um selo soviético
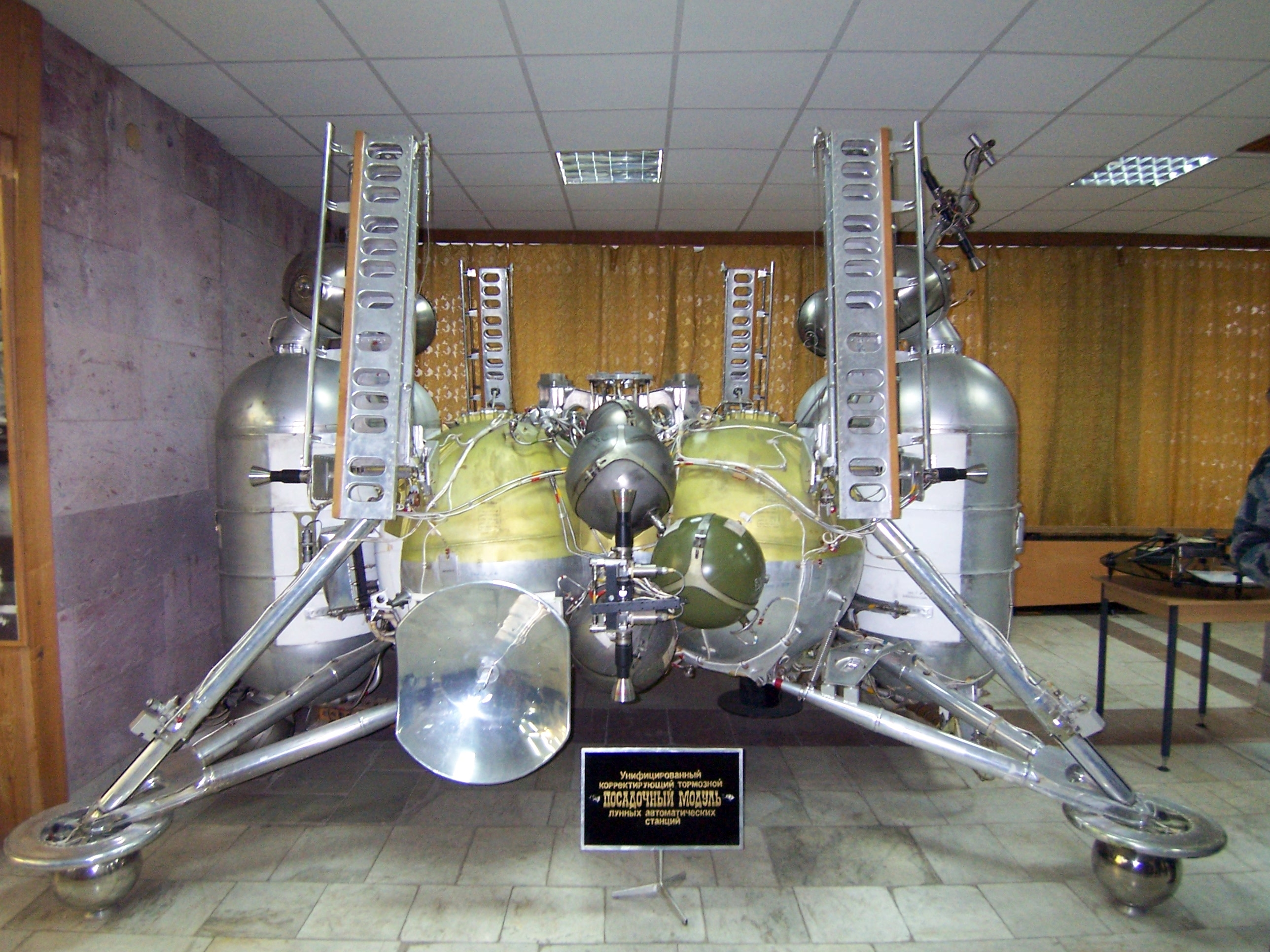
Módulo unificado de frenagem corretiva de pouso de estações lunares automáticas
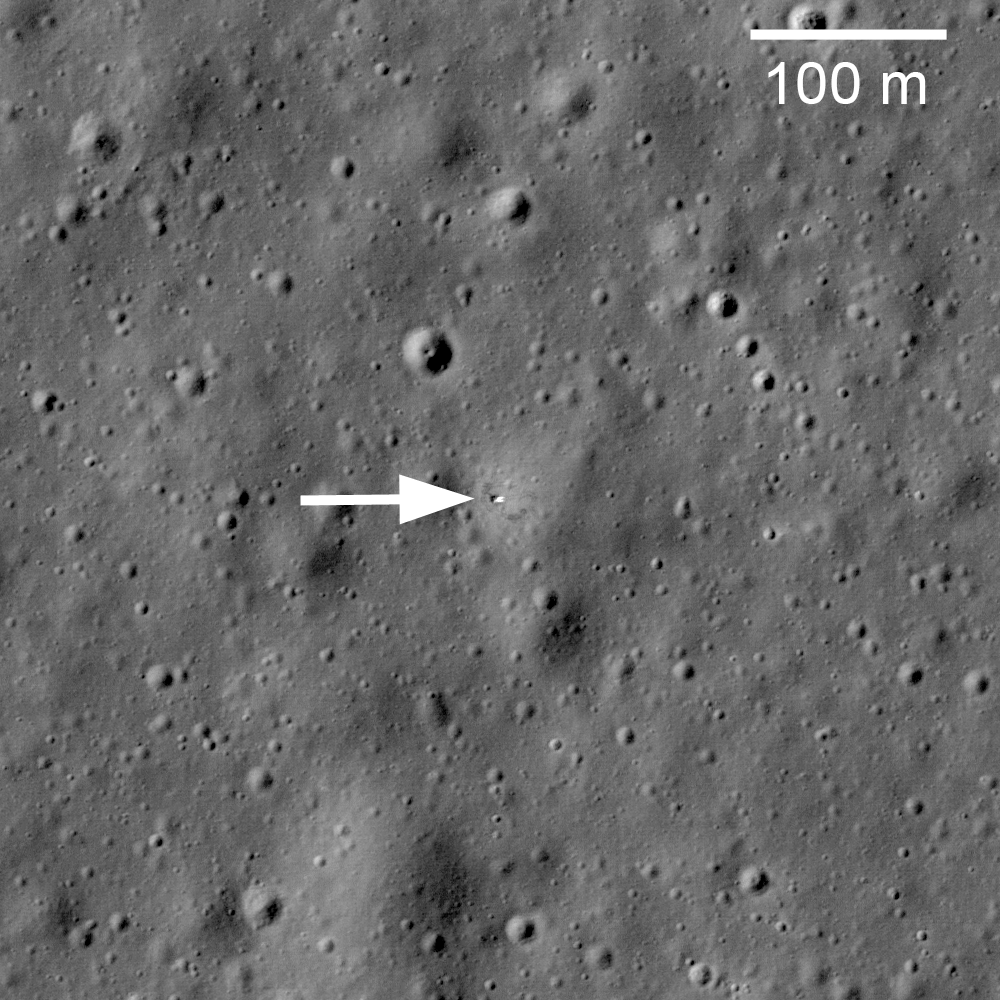
Módulo de pouso Luna-17. A foto foi tirada da órbita da espaçonave LRO em março de 2010

## A missão

### Lançamento
O lançamento da Luna 17 ocorreu em 10 de novembro de 1970 às 14h44min01 UTC, através de um foguete Proton-K, a partir do Cosmódromo de Baikonur que a levou a uma órbita de espera intermediária e em seguida impulsionada em direção à Lua.

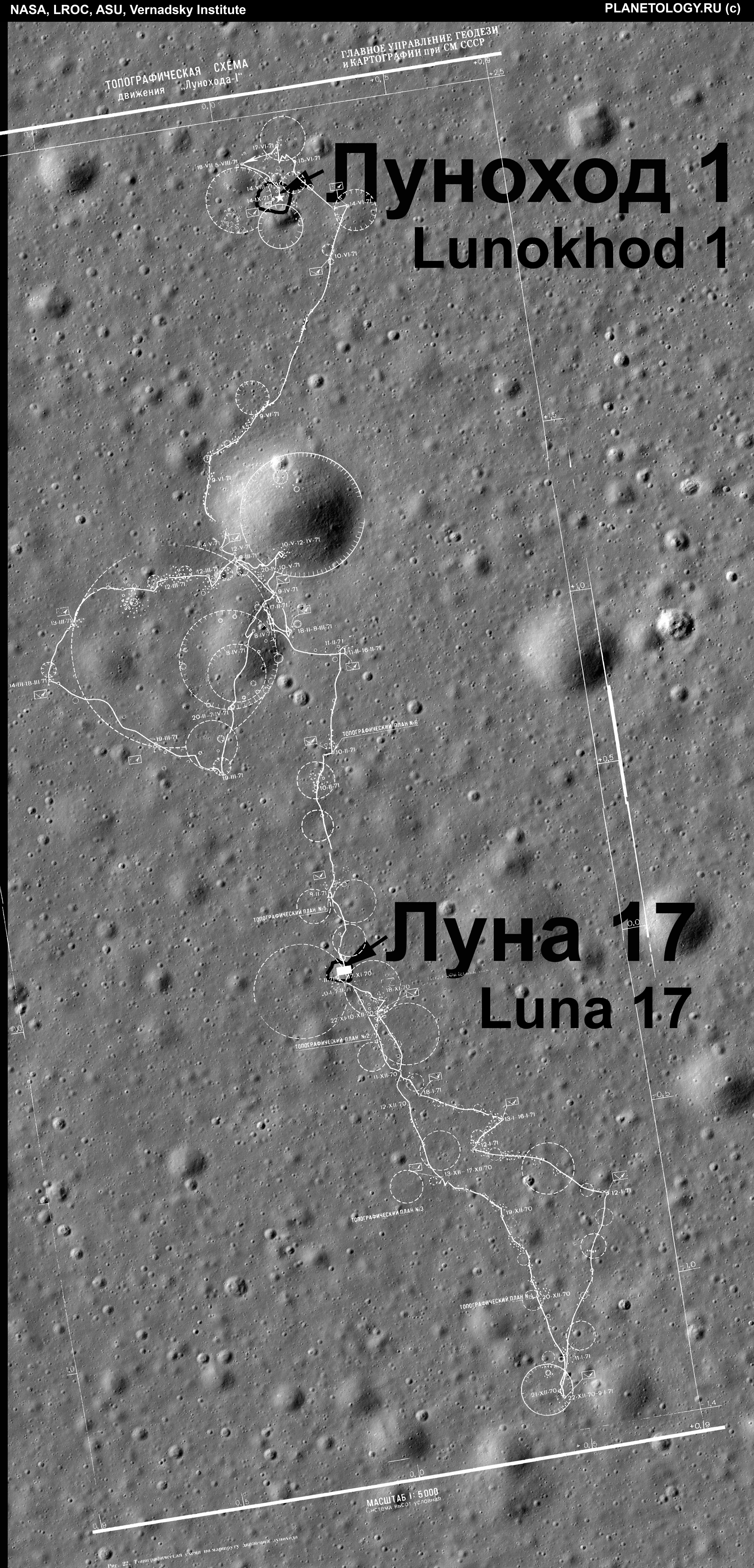
Local de pouso do Luna 17 e os rastros do Lunokhod 1, fotografados pelo LRO.

### Percurso, órbita e pouso
Depois de duas manobras de correção de curso realizadas na sua rota para a Lua, a Luna 17 entrou em órbita e logo depois pousou na superfície lunar as 03h46min50 UTC em 17 Novembro de 1970 nas coordenadas: 38°17' de latitude Norte e 35° de longitude Oeste, no Mare Imbrium, a cerca de 2 500 km de distância do local de pouso do Luna 16.

### O rover
O rover Lunokhod 1 desceu a rampa para a superfície lunar as 06h28min00 UTC. Ele tinha uma expectativa de vida útil de três "dias lunares", mas operou por onze (equivalentes a 322 dias da Terra). Durante esse período, ele percorreu 10,54 km e retornou mais de 20 mil imagens de TV, e 206 fotografias panorâmicas de alta resolução. Além disso, efetuou vinte e cinco análises de solo com o espectrômetro de raios-X, e também usou seu penetrômetro em 500 locais diferentes. Os controladores efetuaram a última sessão de comunicação com o Lunokhod 1 as 13h05min00 UTC de 14 de Setembro de 1971. As tentativas de restabelecer a comunicação foram encerradas em 4 de Outubro.

## Legado
Em março de 2010 o Lunar Reconnaissance Orbiter fotografou o local de pouso do Luna 17, exibindo o módulo aterrissador e a trilha deixada pelo rover. Em Abril de 2010, a equipe do projeto "Apache Point Observatory Lunar Laser-ranging Operation", anunciou que com a ajuda dessas fotos, eles encontraram o rover Lunokhod 1, há muito tempo perdido, e receberam resposta do seu retrorrefletor a laser.